# Liga dos Campeões da OFC de 2007–08
A Liga dos Campeões da OFC de 2007–08 foi 7ª edição do principal torneio de clubes da Oceania e deu o direito ao campeão Waitakere United de disputar o Copa do Mundo de Clubes da FIFA de 2008.

## Fase de Grupos
|  | Equipes classificadas as finais |  | Equipes eliminadas |

## Grupo A
| Pos | Time             | Pts | J | V | E | D | GP | GC | SG |
| --- | ---------------- | --- | - | - | - | - | -- | -- | -- |
| 1   | Waitakere United | 8   | 4 | 2 | 2 | 0 | 5  | 3  | 2  |
| 2   | Auckland City    | 7   | 4 | 2 | 1 | 1 | 8  | 2  | 6  |
| 3   | AS Manu Ura      | 1   | 4 | 0 | 1 | 3 | 2  | 10 | -8 |

Todas as partidas estão no horário de Brasília (UTC-3).
| 27 de outubro de 2007 | Auckland City | 6–0 | AS Manu Ura | Público: Árbitro: |
|                       |               |     |             |                   |

| 31 de outubro de 2007 | Waitakere United | 2–1 | AS Manu Ura | Público: Árbitro: |
|                       |                  |     |             |                   |

| 16 de fevereiro de 2008 4:00 | AS Manu Ura | 1–1 | Waitakere United | Público: Árbitro: |
|                              |             |     |                  |                   |

| 20 de fevereiro de 2008 1:00 | Auckland City | 0–1 | Waitakere United | Público: Árbitro: |
|                              |               |     |                  |                   |

| 30 de março de 2008 0:00 | AS Manu Ura | 0–1 | Auckland City | Público: Árbitro: |
|                          |             |     |               |                   |

| 20 de fevereiro de 2008 3:00 | Waitakere United | 1–1 | Auckland City | Público: Árbitro: |
|                              |                  |     |               |                   |

## Grupo B
| Pos | Time  | Pts | J | V | E | D | GP | GC | SG |
| --- | ----- | --- | - | - | - | - | -- | -- | -- |
| 1   | Kossa | 8   | 4 | 2 | 2 | 0 | 8  | 4  | 4  |
| 2   | Tafea | 5   | 4 | 1 | 2 | 1 | 4  | 4  | 0  |
| 3   | Ba    | 3   | 4 | 1 | 0 | 3 | 4  | 8  | -4 |

Todas as partidas estão no horário de Brasília (UTC-3).
| 27 de outubro de 2007 | Kossa | 1–1 | Tafea | Público: Árbitro: |
|                       |       |     |       |                   |

| 31 de outubro de 2007 | Ba | 1–0 | Tafea | Público: Árbitro: |
|                       |    |     |       |                   |

| 20 de fevereiro de 2008 1:00 | Tafea | 2–1 | Ba | Público: Árbitro: |
|                              |       |     |    |                   |

| 25 de fevereiro de 2008 3:00 | Kossa | 2–0 | Ba | Público: Árbitro: |
|                              |       |     |    |                   |

| 26 de março de 2008 3:00 | Tafea | 1–1 | Kossa | Público: Árbitro: |
|                          |       |     |       |                   |

| 30 de março de 2008 3:00 | Ba | 2–4 | Kossa | Público: Árbitro: |
|                          |    |     |       |                   |

## Final
| Equipe 1 | Total | Equipe 2         | ida 26 abr | volta 10 mai |
| -------- | ----- | ---------------- | ---------- | ------------ |
| Kossa    | 3-6   | Waitakere United | 3-1        | 0-5          |

| 26 de Abril de 2008 00:00 (UTC-3) | Kossa                             | 3 – 1 | Waitakere United   | Público: Árbitro: Auxiliares: |
|                                   | Joe Luwi 21' 41' · James Naka 85' |       | Jonathan Perry 50' |                               |

| 10 de Maio de 2008 23:00 (UTC-3) | Waitakere United                                                | 5 – 0 | Kossa | Público: Árbitro: Auxiliares: |
|                                  | Totori 8' · Emblen 25' · Allan Pearce 72' 77' · Jake Butler 85' |       |       |                               |

| Liga dos Campeões da Oceania 2008         |
| ----------------------------------------- |
| WAITAKERE UNITED Campeão (Segundo título) |